# 広島県立廿日市西高等学校
広島県立廿日市西高等学校（ひろしまけんりつ はつかいちにしこうとうがっこう）は、広島県廿日市市に所在する公立の高等学校。

## 概要
校地
坂道の途中に校舎が立っており、事務室等は4階にある。グラウンドも4階部分にある。
設置課程・学科
- 全日制課程 普通科

## 沿革
開校前
- 1980年（昭和55年）5月30日 - 廿日市地区に高等学校が新設されることが決定。
- 1982年（昭和57年）
  - 4月1日 - 新設校開校準備班が広島県教育委員会内に設置される。
  - 4月5日 - 新校地が取得される。
  - 11月12日 - 校名が「広島県立廿日市西高等学校」に決定。
- 1983年（昭和58年）
  - 1月1日 - 広島県立廿日市西高等学校が設置。準備室を広島県立廿日市高等学校内に設置。
  - 1月17日 - 校章を制定。
  - 1月26日 - 校旗を制定。
  - 3月 - 廿日市町立（現・廿日市市立）阿品台中学校で入学選抜試験を実施。
  - 3月15日 - 校舎第一期期（体育館・運動場を含む）が完成。
  - 3月18日 - 開校準備室が本校舎に移転。
  - 3月23日 - 校歌が完成。

開校
- 1983年（昭和58年）4月1日 - 「広島県立廿日市西高等学校」が開校。
- 1984年（昭和59年）2月 - 校舎第2期工事が完成。
- 1985年（昭和60年）2月 - 校舎第3期工事が完成。
- 1987年（昭和62年）2月 - 校舎第4期工事（普通教室・格技場等）が完成。
- 2024年（令和6年） - 広島県立廿日市特別支援学校阿品台分校が、本校の校舎内に新設する予定[1]。

## 学校関係者
出身者
- 舩江修（歌手、ロックバンドThe OYSTARSメンバー）
- 岡崎和也（プロサイクルロードレース選手）

指導者
- 畑喜美夫（サッカー指導者、元教員）
- 白須淨眞（広島大学大学院教育学研究科准教授、大谷探検隊の研究、元教員）
- 沖元茂雄（高校野球指導者、現高陽東高等学校監督、元広島商業高等学校の第65回全国高等学校野球選手権大会時の主戦投手）

## 所在地
- 広島県廿日市市阿品台西6-1
北緯34度19分34秒 東経132度18分8.5秒 / 北緯34.32611度 東経132.302361度

## アクセス
- 広島電鉄宮島線「広電阿品駅」下車徒歩約20分
- JR山陽本線「阿品駅」下車徒歩約20分
- 広電阿品駅・JR阿品駅からバスに乗車、「廿日市西高校前」バス停下車、徒歩約4分[2]
  - 15-6,15,7 阿品台線（広電バス[3]）
  - 55 廿日市さくらバス 阿品台ルート